# François-Édouard Picot
François-Édouard Picot nebo také Francois-Édouard Picot (17. říjen 1786 – 15. března 1868, Paříž) byl francouzský neoklasicistní malíř.

## Externí odkazy

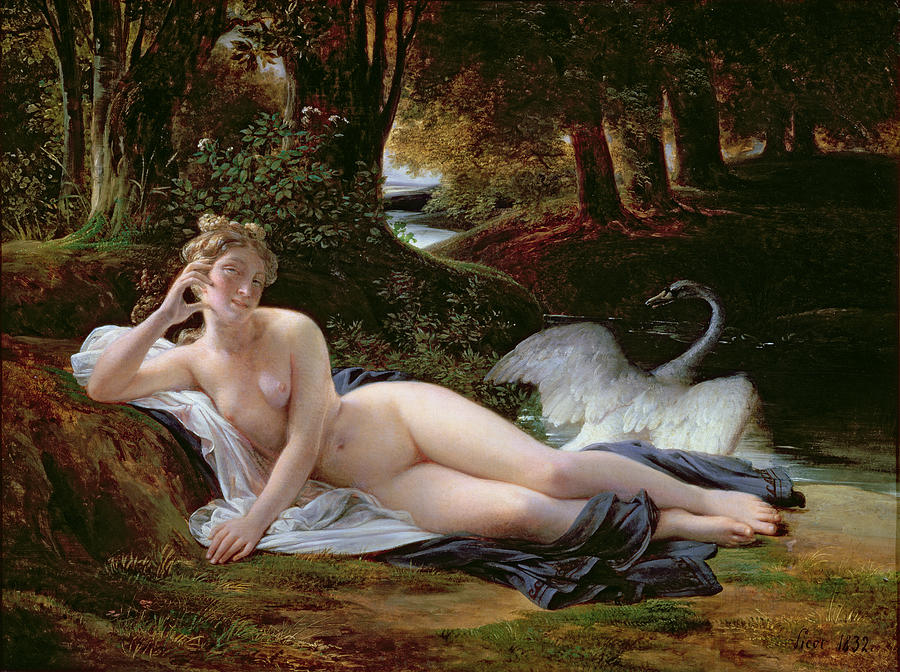
Léda